# IC 3710
IC 3710 — галактика типу Irr (іррегулярна галактика) у сузір'ї Діва.
Цей об'єкт міститься в оригінальній редакції індексного каталогу.